# Миодраг Ранојевић
Миодраг Мика Ранојевић (Београд 24. септембар 1907 — Београд, 27. децембар 1976) био је инжењер електротехнике, универзитетски професор и југословенски репрезентативац у фудбалу.
Стара београдска породица Ранојевић била је позната и по томе што су сва тројица браће - Владета, Ђорђе и Миодраг - били добри фудбалери. Од њих је само Миодраг - Мика, који је играо бека, једанпут обукао дрес репрезентације Краљевине Југославије.
Имао је чланску карту бр. 12 београдског Соко (1928—1931), али је факултет ставио испред фудбала и на крају, што је заиста реткост и у светском фудбалу, освојио изузетно велики трофеј - стигао до највиших научних степеница.
Дипломиравши 1933, постао је инжењер у 26. години, 1934. био је асистент на универзитету, а 1963. као редовни професор Електротехничког факултета у Београду био је шеф катедре за предмет „Основи електротехнике“. Као признат стручњак, направио је и програм електрификације Савезне скупштине у Београду. У фудбалу је остао као члан управе београдског БУСК-а (1958).
Једину утакмицу за репрезентацију одиграо је непосредно пред одлазак репрезентације на прво Светско првенство 1930 — 15. јуна 1930. против Бугарске (2:2) у Софији, када су репрезентацију сачињавали искључиво играчи из београдских клубова - са седморицом дебитаната. Одиграо је и пет утакмица за градску селекцију Београда.